# Mistični grad Božji
Mistični grad Božji katolička je knjiga, koju je 1660. godine napisala Marija od Isusa Agredska, španjolska časna sestra franjevka, službenica Božja. Knjiga je prvi puta prevedena na hrvatski jezik 1932. godine pod nazivom „Život Blažene Djevice Marije”, u skraćenoj inačici.
Prema Mariji od Isusa Agredskoj, knjiga je nastala tako što je imala vizije i objavljenja Blažene Djevice Marije i promatrala je život Djevice Marije i božanski plan stvaranja i spasenja duša. U djelu se izmjenjuju opisi Presvetoga Trojstva, života Djevice Marije i duhovne smjernice za čitatelja. Knjiga opširno opisuje razne vrline i kako čitatelj treba živjeti kako bi ih vidio u vlastitom životu, a Djevica Marija je uzor svetosti. Djelo ima imprimatur (odobrenje) nekoliko papa i biskupa i apelira prvenstveno na one koji vjeruju u privatnu objavu i Marijinu svetost. Nekatolici uglavnom ne prihvaćaju nauk Katoličke Crkve i prema tome su skeptični prema djelima ove prirode.
Naracija knjige sadrži opsežne detalje i pokriva vremensku liniju Novog zavjeta. „Mistični grad Božji” danas se često proučava na koledžima i sveučilištima španjolskoga govornoga područja, zbog doprinosa baroknoj književnosti. Napisana je na elegantnom španjolskom, odnosi se i na svjetovne i na duhovne detalje, koji u to vrijeme ili nisu bili poznati ili nisu bili potpuno prihvaćeni. 
Marija od Isusa Agredska, više od 22 godine služila je kao duhovna (a ponekad i politička) savjetnica španjolskog kralja Filipa IV., na njegov zahtjev. Njihova preživjela prepiska uključuje preko 600 pisama.
Razna pogrešna tumačenja njezinih spisa dovela su do toga, da je „Mistični grad Božji” privremeno bio stavljen na crkveni Index Librorum Prohibitorum u kolovozu 1681. Međutim, naredbom blaženog pape Inocenta XI., dekret o osudi uklonjen je tri mjeseca kasnije, nakon što se pokazalo, da je neispravan francuski prijevod bio osnova za ukor. Knjigu su naknadno kritizirali jansenisti i galikanci u 18. stoljeću, dok je Crkva nastavila braniti svoje pravovjerje.
Godine 1673. Marija od Isusa Agredska proglašena je službenicom Božjom ubrzo nakon svoje smrti, ali postupak njezine beatifikacije tek treba završiti, što ne utječe na autentičnost ove knjige.
Španjolski kardinal Joseph Sáenz de Aguirre, na upit francuskog kralja o ovoj knjizi, u svom pismu 17. srpnja 1698. napisao je: »Što sam kroz pedeset godina naučio, nije gotovo ništa prema dubokoj nauci, koju sam našao u toj knjizi i koja se potpuno podudara sa svetim Pismom, svetim Ocima i crkvenim saborima. Kako se ne može ni pomisliti, da bi i najučeniji smrtni čovjek mogao ovoj časnoj majci naravnim putem priopćiti tako visoku nauku i tako uzvišena priopćenja, to moramo moralnom sigurnošću prihvatiti i vjerovati, da je ova velika službenica Božja pisala pod utjecajem Duha Svetoga."